# Cò trắng
Cò trắng (danh pháp hai phần: Egretta garzetta) là một loài chim thuộc Họ Diệc. Đây là một loài chim màu trắng với mỏ đen mảnh, đôi chân dài màu đen và ở quần thể phương Tây còn có bàn chân màu vàng. Là một loài chim nước, cò trắng kiếm ăn ở vùng nước nông và trên cạn, với khẩu phần là nhiều loại sinh vật nhỏ. Chúng sinh sản theo đàn, thường là cùng với các loài chim nước khác, và làm tổ bằng que cây, bụi rậm hoặc luống sậy. Mỗi lứa có từ ba đến năm quả trứng màu xanh xanh nhạt, và được cả chim bố và mẹ ấp trong khoảng ba tuần. Con non biết bay sau khoảng sáu tuần tuổi.
Phân bố sinh sản của cò trắng là ở vùng đất ngập nước từ vùng ôn đới ấm áp đến các vùng nhiệt đới ở châu Á, châu Phi, Úc và châu Âu. Phạm vi xâm lấn của loài dần dần mở rộng về phía bắc, với quần thể ổn định và tự duy trì hiện có ở Vương quốc Anh.
Hầu hết cá thể ở những nơi ấm áp không di trú. Quần thể phía bắc, bao gồm nhiều cá thể ở châu Âu, di trú đến châu Phi và miền nam châu Á để trú đông. Những cá thể này cũng có thể di chuyển ngẫu nhiên về phía bắc vào cuối mùa hè sau mùa sinh sản và xu hướng phân tán của chúng có thể thúc đẩy mở rộng phạm vi hoạt động của loài gần đây. Dù từng một thời phổ biến ở Tây Âu, cò trắng đã bị săn lùng nghiêm trọng vào thế kỷ 19 để lấy lông trang trí cho mũ và đã tuyệt chủng cục bộ ở Tây Bắc Âu, còn ở phía nam thì còn lại rất hiếm. Khoảng năm 1950, luật bảo tồn được ban hành ở Nam Âu để bảo vệ loài này, và số lượng cá thể của loài bắt đầu tăng lên. Đến đầu thế kỷ 21, loài chim này quay lại sinh sản ở Pháp, Hà Lan, Ireland và Anh. Phạm vi của loài đang tiếp tục mở rộng về phía tây, và loài này đã bắt đầu xâm lấn Tân Thế giới. Cò trắng được nhìn thấy lần đầu tiên ở Barbados vào năm 1954 và bắt đầu sinh sản ở đó từ năm 1994. Liên minh Bảo tồn Thiên nhiên Quốc tế (IUCN) xếp loại tình trạng bảo tồn toàn cầu của cò trắng này là "loài ít quan tâm".

## Phân loại
Cò trắng được nhà tự nhiên học người Thụy Điển Carl Linnaeus mô tả chính thức vào năm 1766 trong ấn bản Systema Naturae thứ 12 với danh pháp khoa học Ardea garzetta. Hiện nay loài được xếp cùng với 12 loài khác trong chi Egretta. Chi này được nhà tự nhiên học người Đức Johann Reinhold Forster giới thiệu vào năm 1817, trong đó cò trắng là loài điển hình. Tên chi xuất phát từ từ Provençal Aigrette (cò), một dạng viết tắt của Aigron (diệc). Tên loài garzetta bắt nguồn từ tên tiếng Ý của loài, garzetta hoặc sgarzetta.
Cò trắng có hai phân loài được công nhận:
- E. g. garzetta (Linnaeus, 1766) – Phân loài đại diện, được tìm thấy ở châu Âu, châu Phi và hầu hết châu Á trừ phía đông nam.
- E. g. nigripes (Temminck, 1840) – được tìm thấy ở quần đảo Sunda, Úc và New Zealand.

Có hai loài cò khác trước đây từng được phân loại là phân loài của cò trắng, nhưng hiện nay được tách ra thành hai loài riêng biệt. Đó là Egretta gularis ở Tây Phi và từ Biển Đỏ đến Ấn Độ, và Egretta dimorpha ở Đông Phi, Madagascar, Comoros và quần đảo ldabra.

## Miêu tả
Cò trắng trưởng thành dài 55–65 cm (22–26 in) với sải cánh 88–106 cm (35–42 in), và nặng 350–550 g (12–19 oz). Bộ lông của loài thường có màu trắng hoàn toàn, mặc dù có những cá thể sẫm màu với bộ lông chủ yếu có màu xám xanh. Vào mùa sinh sản, con trưởng thành có hai chùm lông dài ở gáy tạo thành mào. Những chùm lông này dài khoảng 150 mm (6 in), nhọn và rất mảnh. Trên ngực cũng có những sợi lông tương tự, nhưng có phần lông vũ rộng hơn. Ngoài ra còn có một số loại lông hình vảy thon dài có lông nhánh dài và có thể dài 200 mm (8 in). Vào mùa đông, bộ lông vẫn tương tự nhưng có lông vai ngắn hơn và trông bình thường hơn. Mỏ dài và mảnh. Mỏ và vùng giữa mắt và mỏ có màu đen. Có một vùng da trần màu xám xanh ở gốc hàm dưới và xung quanh mắt có mống mắt màu vàng. Chân có màu đen và bàn chân có màu vàng. Con non tương tự như con trưởng thành lúc không sinh sản, nhưng có chân màu xanh đen và bàn chân màu vàng xỉn hơn, và có thể có một tỷ lệ lông màu xám hoặc nâu nhất định. Phân loài nigripes khác nhau ở chỗ có lớp da màu vàng giữa mỏ và mắt và bàn chân màu đen. Trong thời kỳ tán tỉnh cao độ, vùng giữa mắt và mỏ chuyển sang màu đỏ và bàn chân của các cá thể bàn chân vàng chuyển sang màu đỏ.

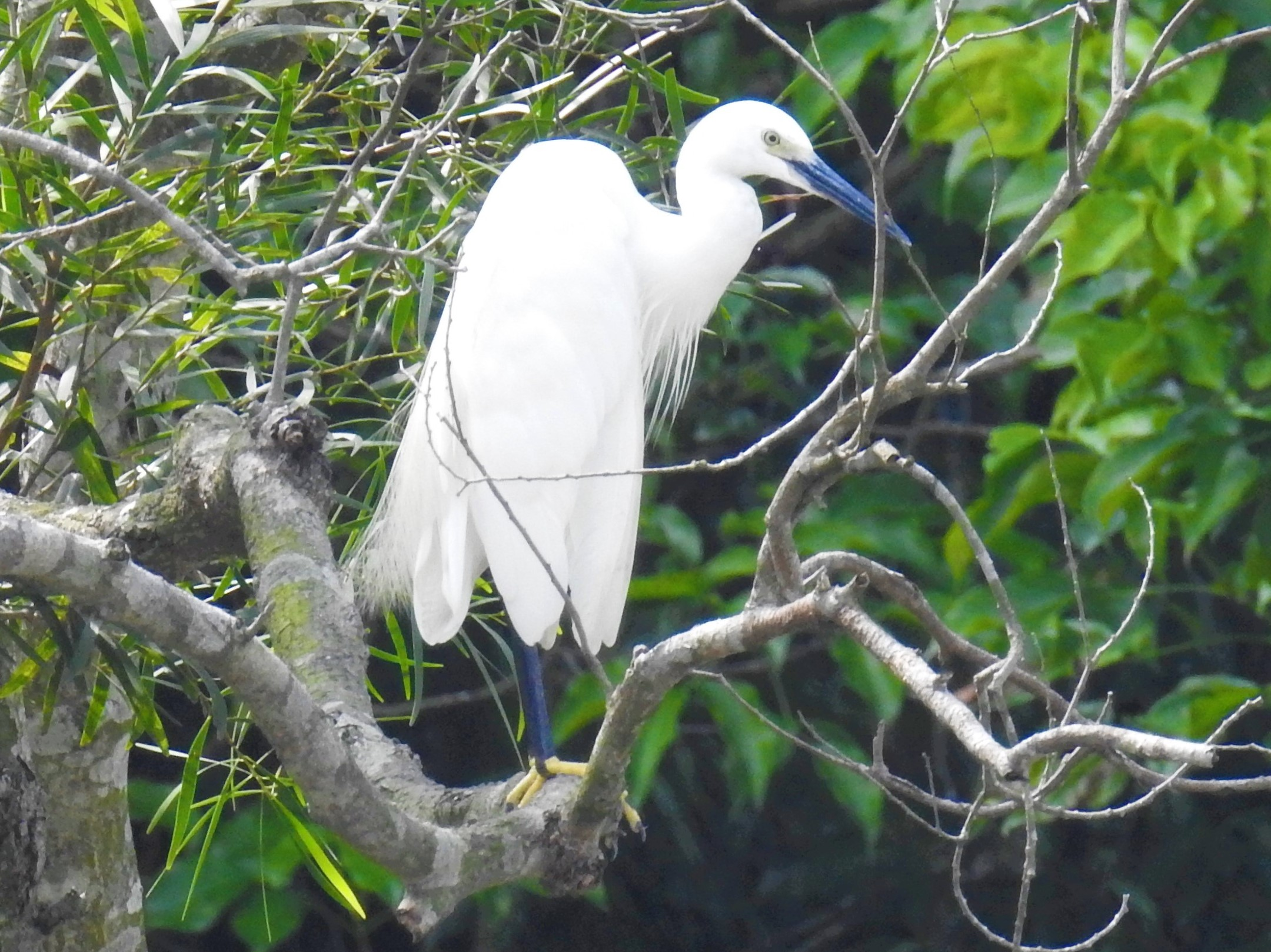
Cò trắng mỏ lam, Đài Loan năm 2018

Cò trắng hầu hết im lặng, nhưng đôi lúc phát ra nhiều tiếng kêu rền rĩ và sủi bọt khác nhau trong đàn sinh sản của chúng và phát ra tiếng kêu báo động gay gắt khi bị quấy rầy. Tai con người đôi khi không thể phân biệt âm thanh giữa vạc (Nycticorax nycticorax) và cò ruồi (Bubulcus ibis) với cò trắng.

## Phân bố và mọi trường sống
Phạm vi sinh sản của quần thể phía tây (E. g. garzetta) trải dài trên khắp Nam Âu, Trung Đông, phần lớn châu Phi và Cổ Bắc giới. Quần thể Bắc Âu có tập tính di trú chủ yếu đến châu Phi, mặc dù một số cá thể vẫn ở miền nam châu Âu, trong khi quần thể châu Á di cư tới Philippines. Quần thể phía đông (E. g. nigripes) cư trú ở Indonesia và New Guinea, trong khi E. g. immaculata sinh sống ở Úc và có cư trú nhưng không sinh sản ở New Zealand. Vào cuối thế kỷ 20, phạm vi phân bố của có trắng đã mở rộng về phía bắc châu Âu và đến Tân Thế giới, nơi một quần thể sinh sản được thiết lập ở Barbados vào năm 1994. Kể từ đó, loài chim này đã lan rộng ra những nơi khác trong khu vực Caribe và đến bờ biển Đại Tây Dương của Hoa Kỳ.

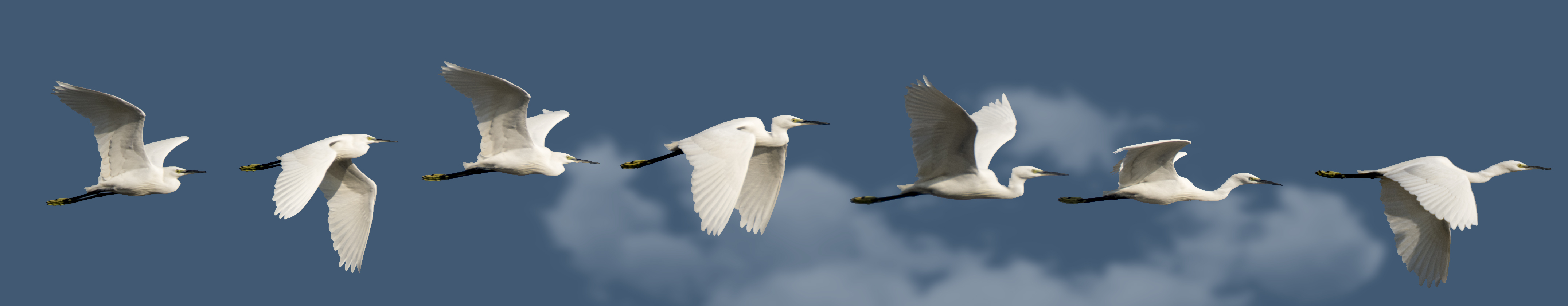
Cảnh cò trắng đang bay

Môi trường sống của cò trắng rất đa dạng, bao gồm bờ hồ, sông, kênh, ao, đầm phá, đầm lầy và vùng đất ngập nước. Loài chim này thích những địa điểm thoáng đãng hơn là những nơi có mật độ che phủ dày đặc. Ở khu vực bờ biển, cò trắng sinh sống ở các khu vực rừng ngập mặn, đầm lầy, bãi bồi, bãi biển đầy cát và rạn san hô. Cánh đồng lúa là môi trường sống quan trọng của loài ở Ý, trong khi các khu vực ven biển và rừng ngập mặn thì rất quan trọng với cò trắng ở châu Phi. Chim thường di chuyển giữa các loài gia súc hoặc động vật có vú có móng guốc khác.

## Hành vi
Cò trắng là loài chim xã hội và thường được nhìn thấy theo đàn nhỏ. Tuy nhiên, mỗi con lại không chấp nhận những con khác đến quá gần địa điểm kiếm ăn đã chọn của chúng, mặc dù điều này phụ thuộc vào mức dồi dào của con mồi.

### Thức ăn và kiếm ăn

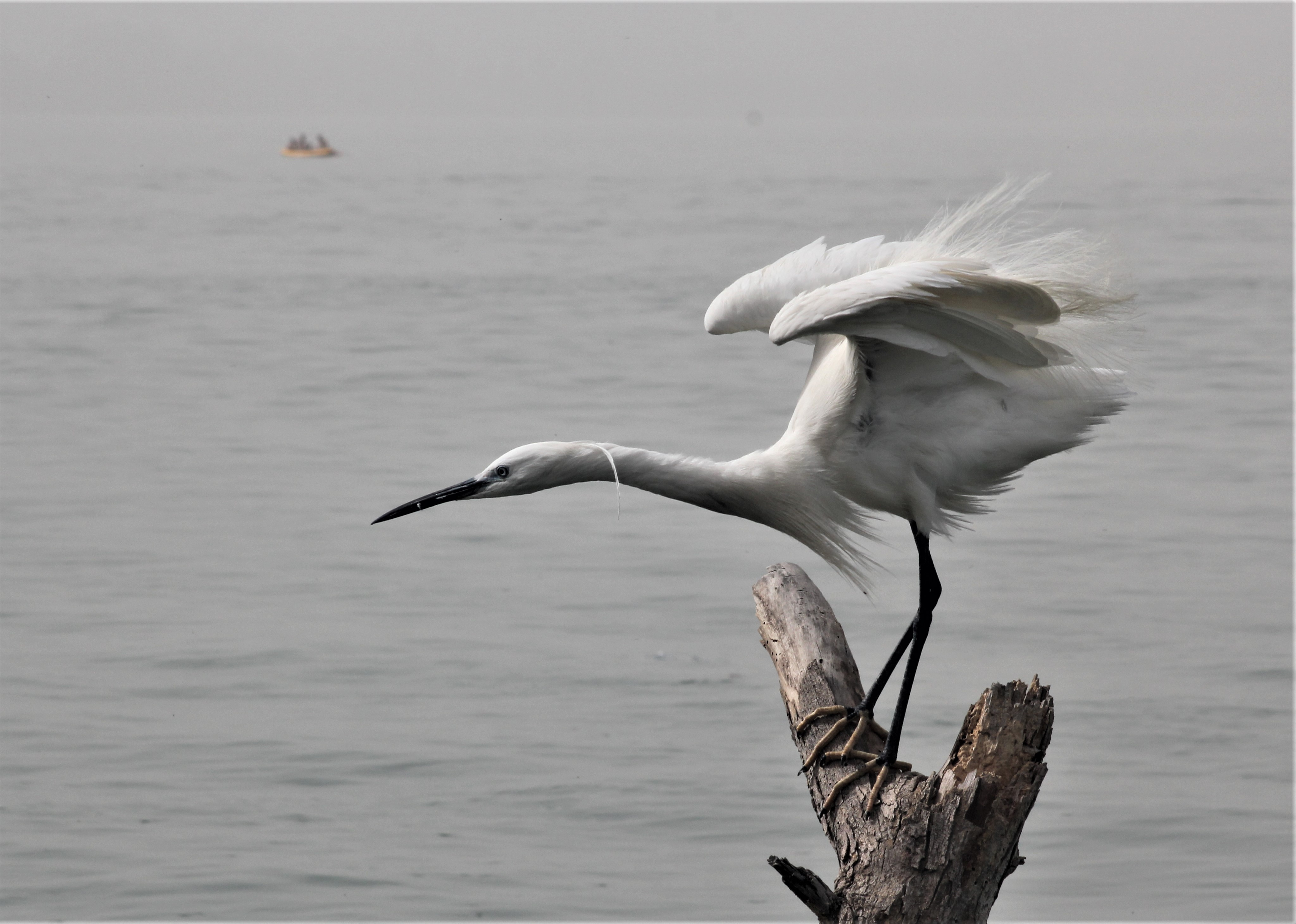
Một cá thể cò trắng đang kiếm ăn, Biển hồ Galilee, Israel

Cò trắng sử dụng nhiều phương pháp khác nhau để săn mồi: chúng rình rập con mồi ở vùng nước nông, thường giơ cánh chạy hoặc lê chân để khuấy động cá nhỏ, hoặc có thể đứng yên chờ phục kích con mồi. Chúng cũng tận dụng cơ hội lúc chim cốc bắt cá hoặc khi con người thu hút cá bằng cách ném bánh mì xuống nước. Trên cạn, chúng đi bộ hoặc chạy đuổi theo con mồi, ăn những sinh vật và bọ ve bám trên gia súc, thậm chí là ăn xác thối. Chế độ ăn của cò trắng chủ yếu là cá, nhưng chúng cũng ăn động vật lưỡng cư, bò sát nhỏ, động vật có vú, chim, động vật giáp xác, động vật thân mềm, côn trùng, nhện và giun.

### Sinh sản
Cò trắng làm tổ theo đàn, thường là cùng với các loài chim lội khác. Trên bờ biển phía tây Ấn Độ, các đàn này có thể có ở các khu vực thành thị và sống cùng với các loài chim liên quan bao gồm cò ruồi (Bubulcus ibis), vạc (Nycticorax nycticorax) và cò quăm đầu đen (Threskiornis melanocephalus). Ở châu Âu, các loài sống cùng có thể là Ardeola ralloides, cò ruồi, vạc và quắm đen (Plegadis falcinellus). Tổ thường là các bệ que được xây trên cây hoặc bụi rậm, hoặc trên các luống sậy hoặc lùm tre. Ở một số địa điểm như quần đảo Cabo Verde, chim làm tổ trên vách đá. Các cặp bảo vệ một lãnh thổ sinh sản nhỏ, thường kéo rộng khoảng 3–4 m (10–13 ft) tính từ tổ. Mỗi lứa gồm 3–5 quả trứng, và được cả bố và mẹ ấp trong khoảng 21–25 ngày cho đến khi khi nở. Trứng có hình bầu dục, vỏ màu xanh lam nhạt, không bóng. Chim non được bao phủ trong lớp lông tơ màu trắng, được cả bố và mẹ chăm sóc và biết bay sau 40–45 ngày.

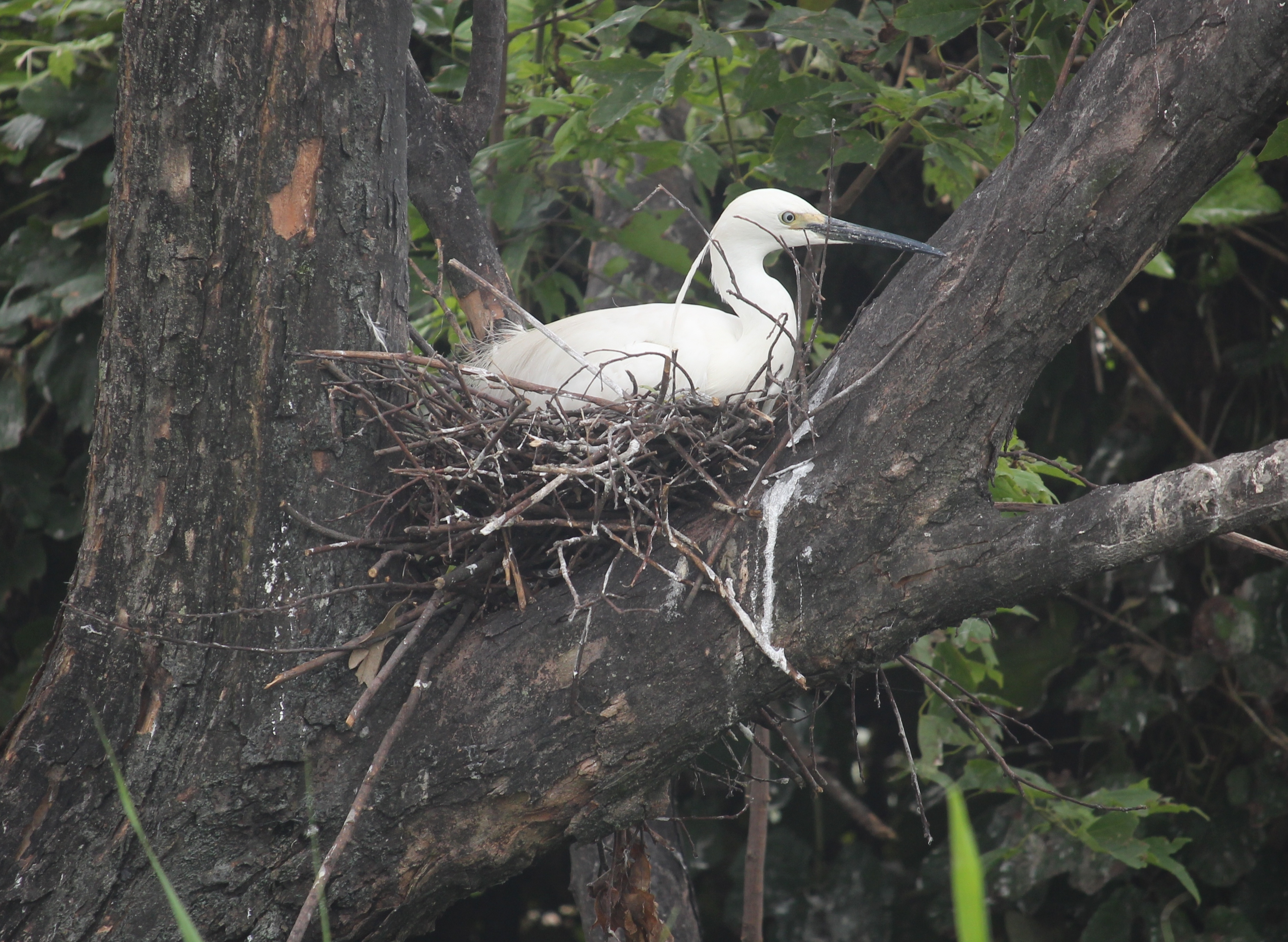
Ấp trứng trong tổ
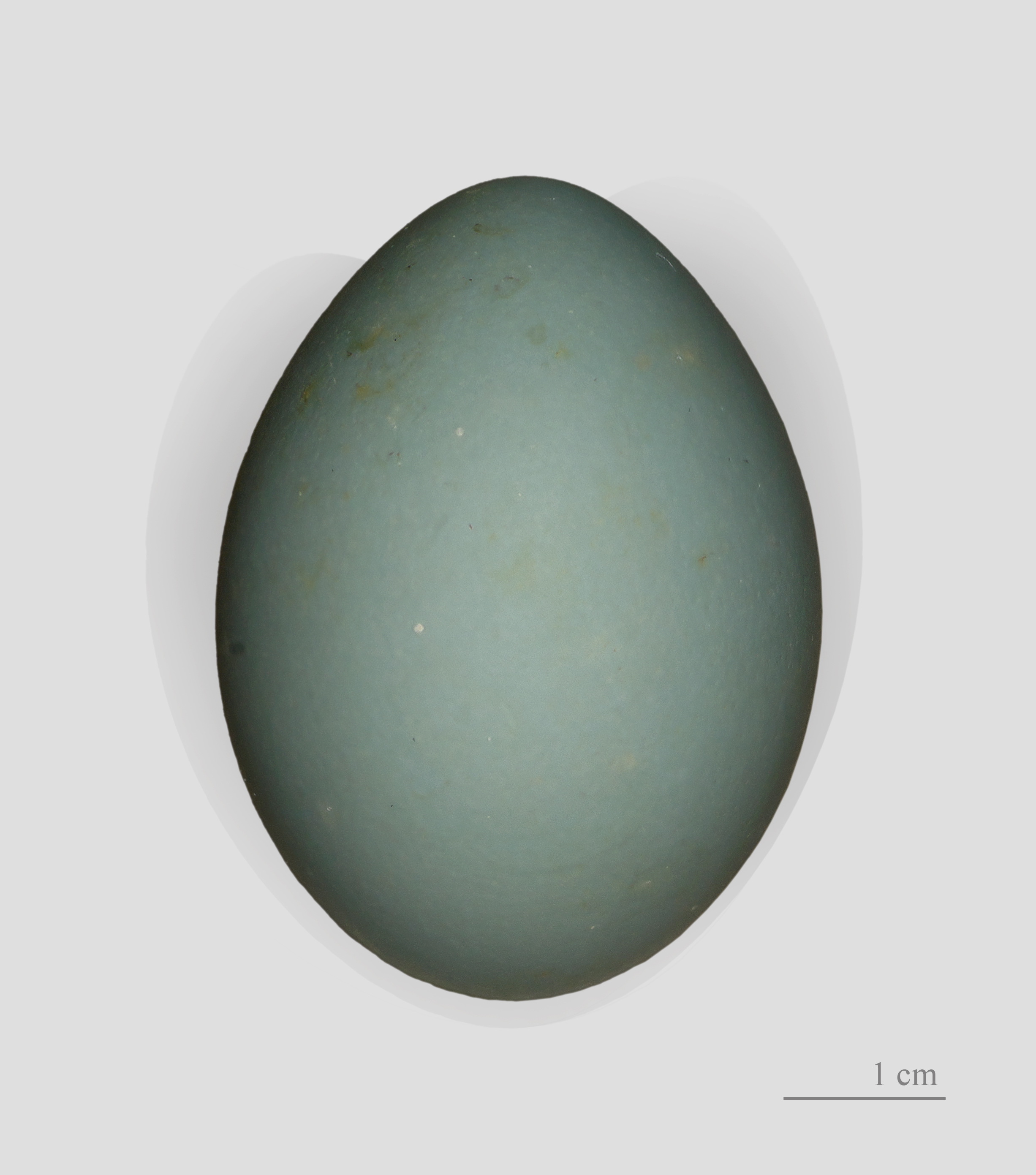
Trứng
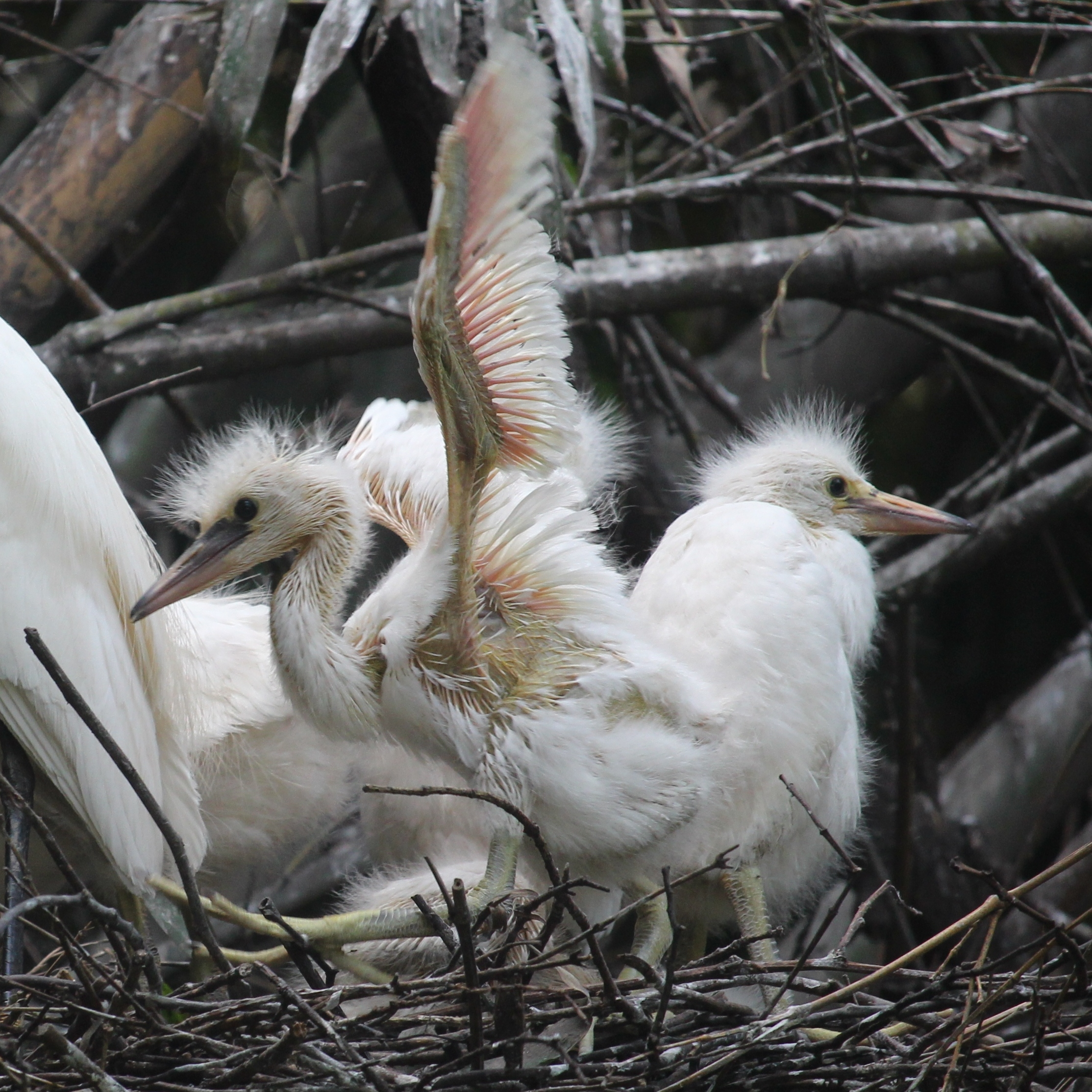
Con con
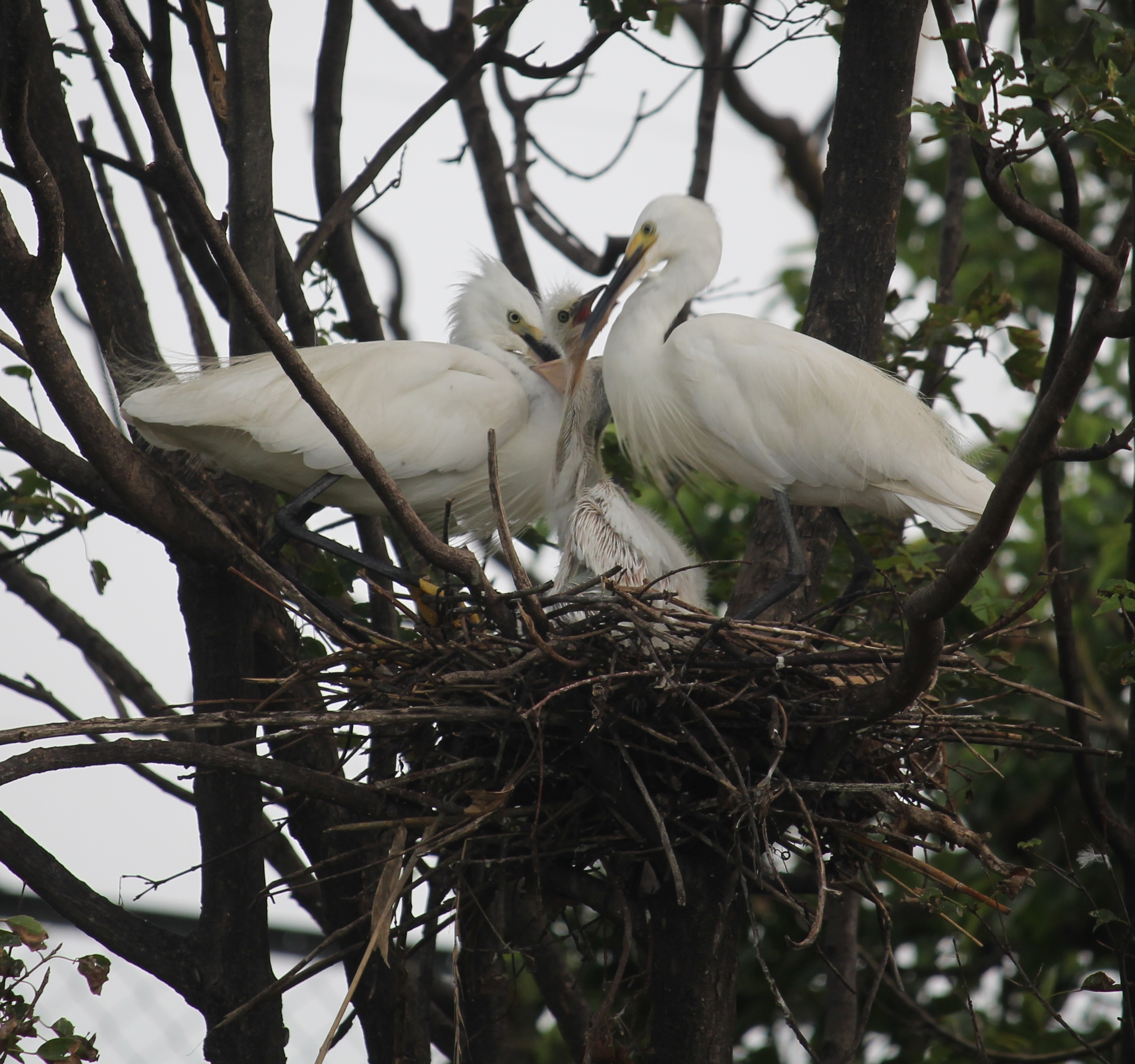
Cho con non ăn

## Tình trạng bảo tồn
Trên toàn cầu, cò trắng không được liệt kê là loài bị đe dọa và trên thực tế lại còn mở rộng phạm vi trong vài thập kỷ qua. Liên minh Bảo tồn Thiên nhiên Quốc tế (IUCN) khẳng định rằng quy mô phân bố rộng rãi và tổng dân số lớn của loài là đủ điều kiện để chúng được phân loại là "loài ít quan tâm".

### Tình trạng ở tây bắc châu Âu
Nghiên cứu lịch sử đã chỉ ra rằng cò trắng đã từng hiện diện và có lẽ cũng phổ biến ở Ireland và đảo Anh, nhưng đã tuyệt chủng ở đó do sự kết hợp của nạn săn bắn quá mức vào cuối thời Trung Cổ cùng biến đổi khí hậu từ khi thời kỳ băng hà nhỏ bắt đầu. Việc có 1.000 con cò (trong số rất nhiều loài chim khác) xuất hiện trong bữa tiệc mừng lễ đăng quang của George Neville với tư cách là Tổng giám mục York tại Lâu đài Cawood vào năm 1465 cho thấy sự hiện diện của một quần thể khá lớn ở miền bắc nước Anh vào thời điểm đó, và chúng là cũng xuất hiện trong lễ đăng quang của Vua Henry VI vào năm 1429. Chúng ngày càng hiếm vào giữa thế kỷ 16, khi William Gowreley, "một người cung ứng thức ăn cho những cái miệng ăn của Kinges", phải đi xa hơn về phía nam để tìm cò. Năm 1804, Thomas Bewick nhận xét rằng nếu cò trắng chính là loài chim được liệt kê trong hóa đơn giá vé của Neville thì "Không có gì đáng ngạc nhiên khi loài này sắp tuyệt chủng sạch ở cái đất nước này!".

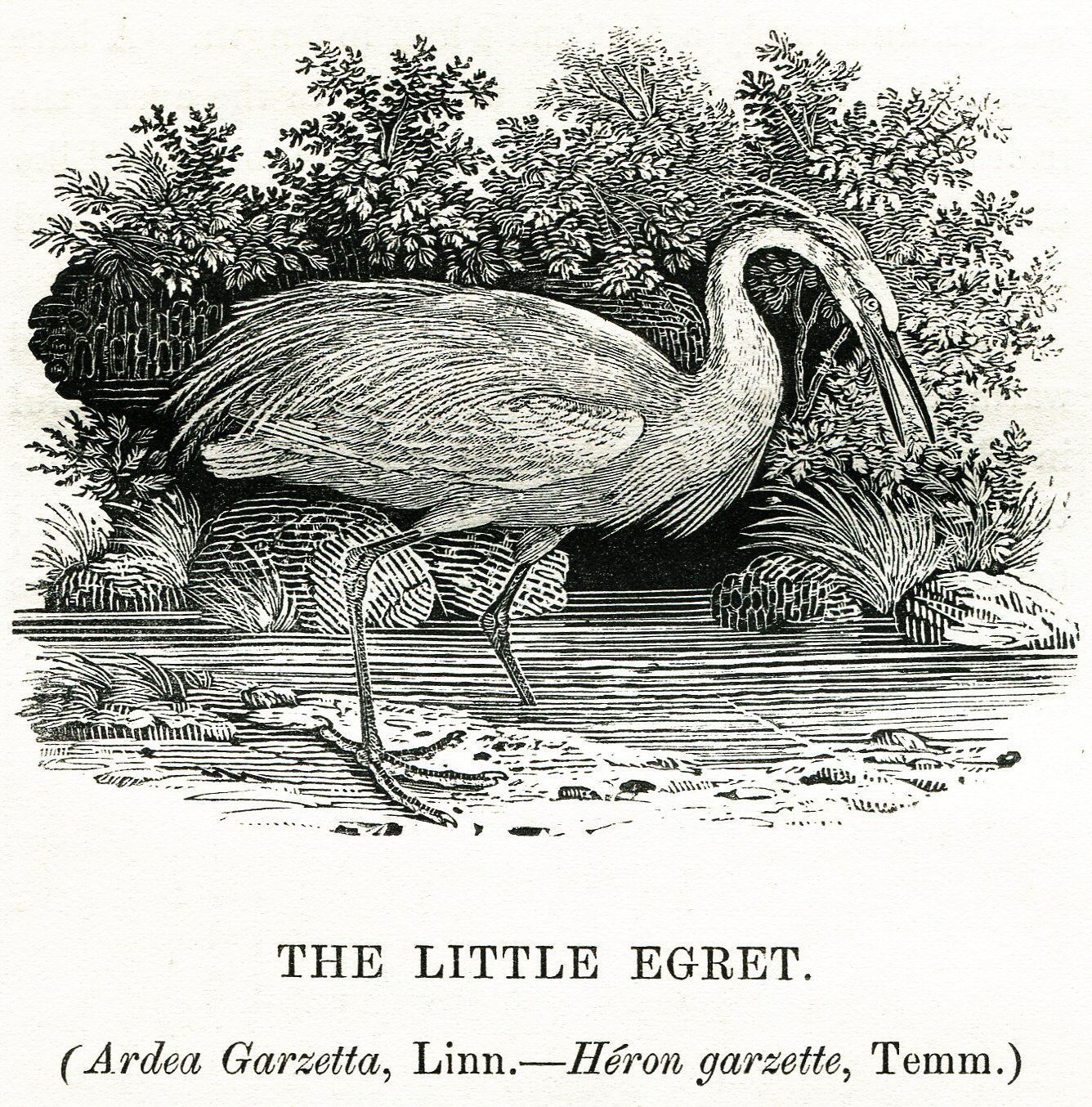
"The Little Egret" trong cuốn A History of British Birds của Thomas Bewick, tập II, "Water Birds", 1804

Mức độ suy giảm ngày càng nghiêm trọng trên khắp châu Âu do nhu cầu trang trí mũ bằng lông của cò trắng và những loài cò khác. Chúng đã được sử dụng trong buôn bán lông chim ít nhất là từ thế kỷ 17, nhưng vào thế kỷ 19, nó trở thành một cơn sốt lớn và số lượng da cò được bán qua các đại lý đã lên tới hàng triệu con. Không có số liệu thống kê đầy đủ, nhưng trong ba tháng đầu năm 1885, 750.000 tấm da cò đã được bán ra ở Luân Đôn, trong khi vào năm 1887, một đại lý ở Luân Đôn đã bán được 2 triệu tấm da cò. Các trang trại cò mọc lên để bắt chim mà không giết, nhưng hầu hết nguồn cung cấp, cái gọi là "lông chim ó cá", đều có được nhờ săn bắn. Điều này khiến quần thể loài này suy giảm xuống mức thấp nguy hiểm, và là nguồn cơn cho sự thành lập Hiệp hội Bảo vệ Chim Hoàng gia Anh vào năm 1889.
Đến những năm 1950, quần thể cò trắng suy giảm ở miền nam châu Âu và luật bảo tồn loài này đã được ban hành. Điều này tạo điều kiện để quần thể phục hồi mạnh mẽ. Trong vài thập kỷ tiếp theo, cò trắng ngày càng phổ biến ở miền Tây nước Pháp và sau đó là đến bờ biển phía bắc. Chúng quay lại sinh sản ở Hà Lan vào năm 1979 và tiếp tục sinh sản từ những năm 1990 trở đi. Khoảng 22.700 cặp được cho là sinh sản ở châu Âu, với quần thể ổn định hoặc tăng ở Tây Ban Nha, Pháp và Ý, nhưng giảm ở Hy Lạp.
Ở Anh, cò trắng là loài cực kỳ hiếm gặp từ khi biến mất vào thế kỷ 16 cho đến cuối thế kỷ 20 và không sinh sản. Tuy nhiên, gần đây chúng trở thành loài sinh sản thường xuyên và hiện diện phổ biến với số lượng lớn ở các địa điểm ven biển ưa thích của loài. Ghi nhận sinh sản đầu tiên gần đây ở Anh là trên đảo Brownsea ở Dorset vào năm 1996, và loài này sinh sản ở xứ Wales lần đầu tiên vào năm 2002. Quần thể sau đó đã gia tăng nhanh chóng với hơn 750 cặp sinh sản với gần 70 lãnh thổ ở Anh, và lên đến 4.540 con sau sinh sản vào tháng 9 năm 2008. Ghi nhận sinh sản đầu tiên ở Scotland là vào năm 2020 tại Dumfries và Galloway. Ở đảo Ireland, loài này được sinh sản lần đầu tiên vào năm 1997 tại một địa điểm ở County Cork và quần thể cũng đã mở rộng nhanh chóng kể từ đó. Chúng sinh sản ở hầu hết các quận của Ireland vào năm 2010. Thời tiết mùa đông khắc nghiệt những năm 2010–2012 được chứng minh chỉ là một trở ngại tạm thời và quần thể loài này tiếp tục mở rộng.

### Tình trạng ở Úc

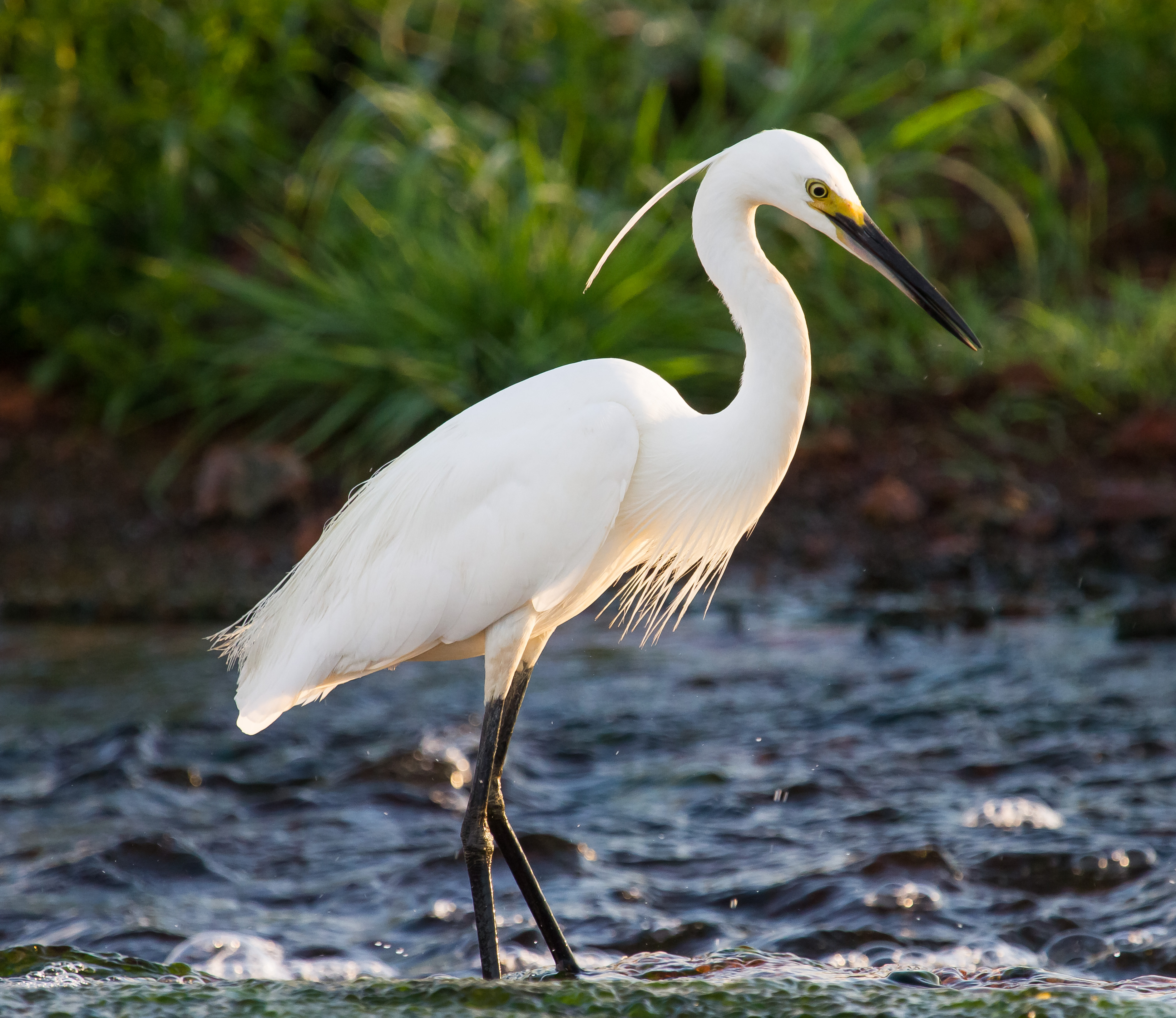
E. g. immaculata ở Lãnh thổ Bắc Úc

Ở Úc, tình trạng của loài thay đổi tùy theo từng tiểu bang. Cò trắng được liệt kê là "bị đe dọa" trong Đạo luật Bảo đảm Động vật và Thực vật Victoria (Đạo luật FFG) năm 1988. Theo đạo luật này, một tuyên bố hành động nhằm phục hồi và quản lý loài này trong tương lai đã được chuẩn bị. Trong danh sách tư vấn năm 2007 về các loài động vật có xương sống bị đe dọa ở Victoria, cò trắng bị liệt vào danh sách loài nguy cấp.

### Thiết lập lãnh thổ ở Tân Thế giới
Với phạm vi tiếp tục mở rộng, cò trắng hiện đã bắt đầu xâm lấn Tân Thế giới. Loài này được ghi nhận lần đầu tiên ở Barbados vào tháng 4 năm 1954. Loài chim này bắt đầu sinh sản trên đảo vào năm 1994 và hiện nay cũng sinh sản ở Bahamas. Vòng đeo trên chim từ Tây Ban Nha cung cấp manh mối về nguồn gốc của chúng. Những cá thể này có bề ngoài rất giống với cò tuyết (Egretta thula) và có chung địa điểm làm tổ với cò tuyết này ở Barbados, nơi chúng đều mới đến gần đây. Tuy vậy, cò trắng lớn hơn, có chiến lược kiếm ăn đa dạng hơn và chiếm ưu thế tại các địa điểm kiếm ăn.
Cò trắng được nhìn thấy với tần suất ngày càng tăng trên một khu vực rộng hơn và đã được quan sát thấy từ Suriname và Brazil ở phía nam đến Newfoundland, Québec và Ontario ở phía bắc. Những cá thể ở bờ biển phía đông Bắc Mỹ được cho là đã di chuyển về phía bắc cùng với cò tuyết từ vùng biển Caribe. Tháng 6 năm 2011, một con cò trắng được phát hiện ở Maine, trong vùng đầm lầy Scarborough gần Trung tâm Audubon.